# Marquesado de Lises
El marquesado de Lises es un título nobiliario español concedido por Felipe V el 16 de septiembre de 1745, en favor del noble riobambeño Ramón Joaquín Maldonado Palomino y Flores por sus servicios a la corona y la iglesia católica como funcionario público de los cabildos de Latacunga y Quito. Ramón era hermano del científico Pedro Vicente Maldonado y del Consejero de Estado, fray José Antonio Maldonado, por medio de quien tramitó la concesión del marquesado.
El título le fue concedido para sí, sus hijos, herederos y sucesores perpetuamente, con el fin de beneficiar el Convento de la Baronesa de Madrid, según consta en el asiento de consulta sobre merced de dos títulos al citado Convento, del año 1741. Y aun cuando fue concedido libre de Lanzas y media annatas, entregó 2400 reales de vellón.
La casa de los marqueses de Lises llegó a su fin en América en 1826, debido a la ley promulgada por Simón Bolívar, que privaba el derecho de usar títulos nobiliarios en los territorios de la recién liberada Gran Colombia. Ley que más tarde sería ratificada por el novísimo Estado de Ecuador. En 1982, el rey Juan Carlos I rehabilitó el título en favor de Francisco Alberto Ortiz de la Renta y Roca-Mattei, quien lo había solicitado en 1978.

## Titulares
|                                  | Titular                                           | Periodo               |
| Creación por Felipe V            | Creación por Felipe V                             | Creación por Felipe V |
| -------------------------------- | ------------------------------------------------- | --------------------- |
| I                                | Ramón Joaquín Maldonado Palomino y Flores         | 1745-1748             |
| II                               | Ramón Joaquín Gregorio Maldonado y Zárate         | 1748-1755             |
| III                              | Ramón Joaquín Maldonado y Borja                   | 1755-                 |
| IV                               | José Antonio Maldonado y León                     |                       |
| Rehabilitación por Juan Carlos I |                                                   |                       |
| V                                | Francisco Alberto Ortiz de la Renta y Roca-Mattei | 1982-2023             |
| VI                               | Luis Felipe Fernández-Salvador y Campodonico      | 2024-                 |

## Historia de los marqueses de Lises
- Ramón Joaquín Maldonado Palomino y Flores, I marqués de Lises. Nació en la ciudad de Riobamba (Provincia de Quito, Virreinato del Perú) y le fue concedido el título el 16 de septiembre de 1745. Casado con Petronila Basilia Zárate y Alarcón. Fallecido en 1748 en la localidad de Yaruquí, cercana a Quito. Le sucedió su hijo.

- Ramón Joaquín Gregorio Maldonado y Zárate, II marqués de Lises. Nacido en Quito, casado con María Manuela Vicenta Borja y Lasteros, de la Casa de los Duques de Gandía y por ende de la Casa de Borja. Le sucedió su primogénito.

- Ramón Joaquín Maldonado y Borja, III marqués de Lises. Nacido en Quito (1749), casado con María Teresa Zaldumbide y Rubio, con quien tuvo una hija. Le sucedió su sobrino.

- José Antonio Maldonado y León, IV marqués de Lises. Nacido en Quito (1777), hijo de Mariano Maldonado y Borja, hermano del III marqués, y de su mujer, Teresa de León y Carcelén, de la Casa de los marqueses de Solanda.[1]